# Windsor (Québec)
Windsor è un comune del Canada, situato nella provincia del Québec, nella regione di Estrie.